# Kirsch
Pour les articles homonymes, voir Kirsch (homonymie).
Ne pas confondre avec le kir qui est un apéritif de la cuisine bourguignonne, à base de crème de cassis.

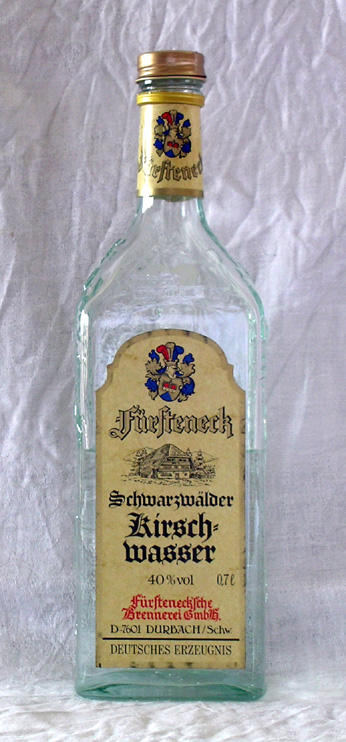
Bouteille de kirsch de Forêt-Noire (Allemagne).

Le kirsch est une eau-de-vie obtenue par simple ou double distillation de cerises fermentées, pulpes, jus et noyaux. Il titre entre 40 et 60° d'alcool.

## Origine du terme
Le mot kirsch vient de l'allemand Kirsche qui signifie cerise.

## Popularité
Les alcools blancs obtenus par distillation de fruits sont très populaires en Allemagne, en Autriche, en Belgique germanophone, au Luxembourg, en France (Alsace, Franche-Comté, Lorraine, Pays de Savoie, Périgord) et en Suisse. Dans les pays et régions germanophones, il est considéré comme une forme de schnaps. Le schnaps est l'eau-de-vie obtenue par la distillation de plusieurs fruits. Le kirsch peut être utilisé pour la préparation de la fondue au fromage.

## Appellations
L'appellation kirsch suisse est protégée par la loi. Les Zuger Kirsch AOP et Rigi Kirsch AOP sont deux appellations d'origine protégées suisses.
En 2009, quarante-et-un ans après la première demande, le kirsch de Fougerolles devient la première eau-de-vie de fruits à noyau à obtenir une appellation d'origine contrôlée en France.